# Yoram Boerhout
Yoram Boerhout, né le 5 avril 2005 à Lelystad aux Pays-Bas, est un footballeur néerlandais qui évolue au poste de attaquant à l'Ajax Amsterdam.

## Biographie

### En club
Né à Lelystad aux Pays-Bas, Yoram Boerhout est formé par le SC Heerenveen avant de rejoindre l'Ajax Amsterdam en février 2021, à l'âge de quinze ans, afin d'y poursuivre sa formation.
Boerhout joue son premier match avec le Jong Ajax, l'équipe réserve du club, le 23 décembre 2023, lors d'une rencontre de deuxième division néerlandaise face au FC Eindhoven. Il entre en jeu et les deux équipes se neutralisent (2-2 score final).

### En équipe nationale
Yoram Boerhout est sélectionné avec l'équipe des Pays-Bas des moins de 17 ans pour participer au championnat d'Europe des moins de 17 ans en 2022. Il marque un but dans le temps additionnel contre la Pologne le 19 mai, juste après son entrée en jeu, et participe ainsi à la victoire des siens (2-1). Les Pays-Bas se qualifient ensuite pour la finale du tournoi après leur victoire aux tirs au but face à la Serbie en demi-final. Boerhout entre en jeu à la place de Jaden Slory lors de la finale face à la France le 1er juin 2022, mais son équipe s'incline cette fois par deux buts à un.

## Palmarès
Pays-Bas -17 ans
- Championnat d'Europe -17 ans :
  - Finaliste : 2022.